# 제프 폭스워디
제프 폭스워디(Jeff Foxworthy, 1958년 9월 6일 ~ )는 미국의 희극인이자 배우이다.

## 출연 작품
- 버니언 앤 베이브 (2017)
- 개구쟁이 스머프 (2011)
- 블루 콜러 코미디: 텐 이어스 오브 퍼니 (2010)
- 토드와 코퍼 2 (2006)
- 더 레이트 레이트 쇼 위드 크레이그 퍼거슨 (2005)
- 레이싱 스트라이프스 (2005)
- 블루 콜러 TV (2004)
- 지미 키멜 라이브! (2003)
- 블루 칼라 코미디 투어 (2003)